# Haematopota hainani
Haematopota hainani är en tvåvingeart som beskrevs av Stone och Philip 1974. Haematopota hainani ingår i släktet Haematopota och familjen bromsar. Inga underarter finns listade i Catalogue of Life.